# Солнце на вкус
«Солнце на вкус» (узб. Quyosh Ta`mi) — семейная приключенческая картина российских режиссеров Эльдара Салаватова и Татьяны Суляевой. Фильм снят кинокомпанией «Спутник Восток Продакшн» по заказу Агентства кинематографии Узбекистана в 2022 году и при участии Министерства культуры РФ. Это первый российско-узбекский фильм, снятый в ко-продукции России и Узбекистана.

## Съёмки и премьера фильма
Съёмки картины проходили в Москве, Бухаре, Самарканде, Ташкенте и Ташкентской области. По словам генерального продюсера фильма Фирдавса Абдухаликова, первая узбекско-российская ко-продукционная картина могла быть совсем иной, так как они с российским коллегой Александром Кесселем рассматривали несколько вариантов, в частности съёмки ленты под названием «Река». Постпродакшн фильма проходил на киностудии в Москве. Фильм получит профессиональный дубляж на узбекском языке.
Пресс-показ фильма состоялся 11 июня 2022 года в Ташкенте. Премьера в России запланирована на 8 июня 2023 года.

## Сюжет
Обычная московская семья — папа (Андрей Мерзликин), мама (Елена Полякова) и двенадцатилетний сын (Леонид Басов) — переживает не лучшие времена. Родители находятся на грани развода, а бизнес — на пороге банкротства. Глава семейства принимает решение отправиться в Ташкент, где он вырос и где живёт его отец — обычный лодочник, который зарабатывает на хлеб рытьём колодцев (Александр Ильин). Как-то во дворе своего деда мальчик находит древнюю брошь. Он решает её продать, чтобы спасти бизнес и семью, однако оказывается, что это не просто брошь, а настоящее сокровище последнего Бухарского эмира Сейида Алим-хана, которое считалось утраченным и обладает силой. Тут-то и начинаются приключения мальчика с дедом, а также с девочкой Гулей по разным мирам и временам.

## В ролях
| Актёр            | Роль    |
| ---------------- | ------- |
| Леонид Басов     | Тимур   |
| Александр Ильин  | дедушка |
| Андрей Мерзликин | папа    |
| Елена Полякова   | мама    |
| Камила Якубова   | Гуля    |